# William Hoyt
William Welles "Bill" Hoyt, född 7 maj 1875 i Glastonbury i Connecticut, död 1 december 1954 i Cambridge i New York, var en amerikansk friidrottare.
Hoyt blev olympisk mästare i stavhopp vid sommarspelen 1896 i Aten.